# Garde bourgeoise
Pour les articles homonymes, voir Milice bourgeoise.

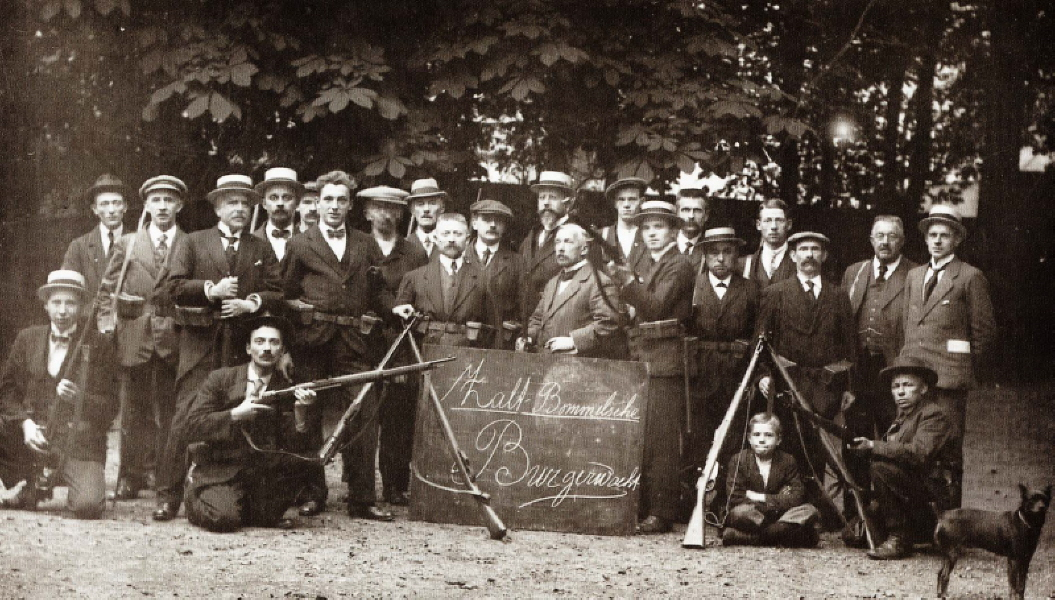
Photo de Louis van Boort avec la Garde civile

La garde bourgeoise est une milice civile organisée par les bourgeois qui montent la garde pour défendre les biens et les personnes.

## En Allemagne et Autriche
Dans les pays de langue allemande, plusieurs services de Bürgerwehr ont existé depuis le Saint-Empire jusqu'au milieu du XIXe siècle.

## En Belgique

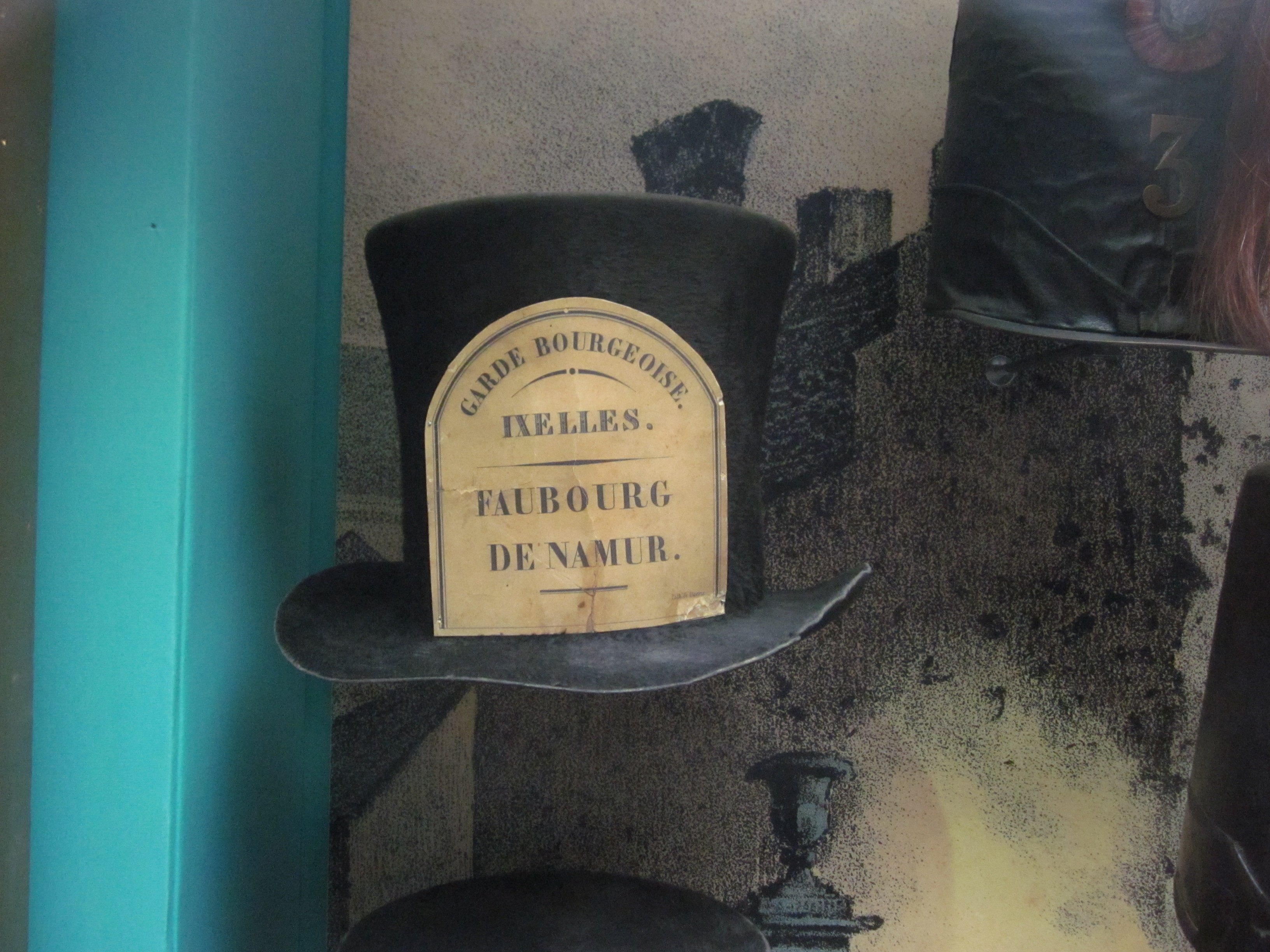
Chapeau d'un membre de la Garde bourgeoise d'Ixelles, pendant la Révolution belge de 1830.

En Belgique, les gardes bourgeoises sont formées dans les grandes villes du pays lors de l'insurrection de 1830 dans les Pays-Bas méridionaux, qui marque le début de la révolution belge. Dès le lendemain des premières émeutes de Bruxelles, dans la nuit du 25 au 26 août 1830, les bourgeois se réunissent dans les grandes villes, s'arment et forment les premières gardes à Binche, Louvain ou encore à Liège, avec la création de la garde urbaine liégeoise. En effet, ils craignent que le violent mouvement populaire de Bruxelles et les pillages et saccages qui suivirent à l'encontre des autorités « hollandaises » et du patronat, ne fassent tâche d'huile dans le reste des provinces du sud du Royaume uni des Pays-Bas. Dans la capitale, les bourgeois font leurs premières patrouille en ville dès le 26, mais la garde bourgeoise de Bruxelles, n'est formée officiellement que le lendemain, le 27 août. Elle comptera jusqu'à 8 000 hommes sous la direction d'Emmanuel Van der Linden d'Hooghvorst. 
Bientôt, la grande majorité des villes « belges » disposeront d'une garde bourgeoise afin de combler l'impuissance des autorités locales face à la révolte populaire qui se répand, tant la schutterij, que la maréchaussée royale ou même les forces armées du Royaume uni des Pays-Bas. Avec le déclenchement de la guerre belgo-néerlandaise, elles seront toutes unifiées sous la dénomination de « garde civique » après la proclamation de l'indépendance de la Belgique du 4 octobre 1830.

## En France
Dès 1461, étant donné la mauvaise organisation du guet des métiers, une garde bourgeoise est instaurée à Paris pour les occasions exceptionnelles.
Remise sur pied par la municipalité de Paris le 13 juillet 1789, la garde bourgeoise joue un rôle important dès le lendemain lors de la prise de la Bastille. Le 15 juillet, le roi Louis XVI nomme le marquis de La Fayette commandant en chef de la garde parisienne. Dans les jours suivants dans tout le pays se forment des milices sur le modèle parisien. La garde bourgeoise devient la Garde nationale dans les mois qui suivent.

## En Italie
Une Guardia urbana (it) (garde urbaine) est instituée en 1827 par François Ier, roi des Deux-Siciles, en remplacement de plusieurs milices locales antérieures.